# Collias
Collias is een gemeente in het Franse departement Gard (regio Occitanie). De plaats maakt deel uit van het arrondissement Nîmes. Collias telde op 1 januari 2022 1.080 inwoners.

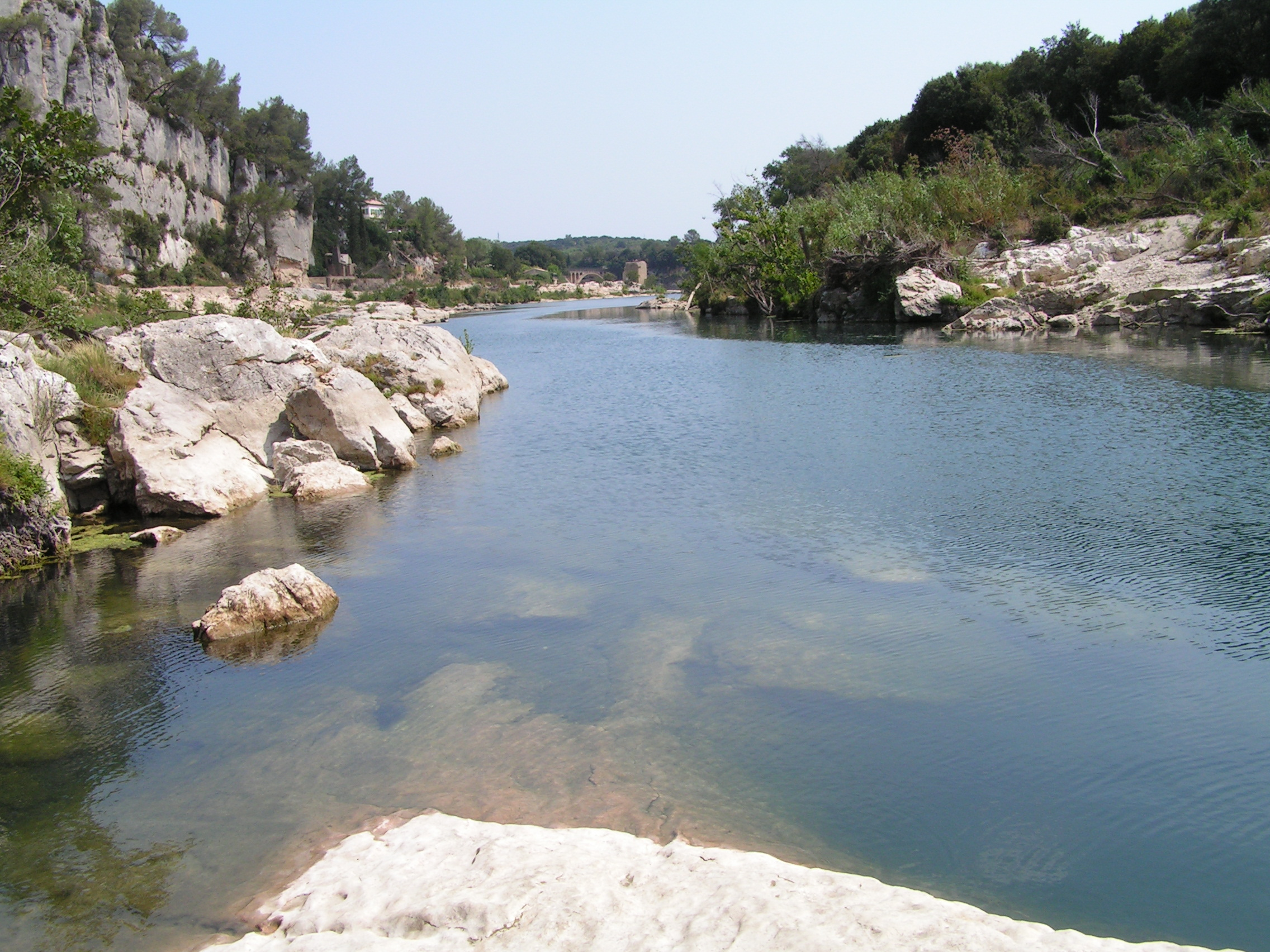
Rivier Gardon bij Collias

## Geografie
De oppervlakte van Collias bedroeg op 1 januari 2022 20,42 vierkante kilometer; de bevolkingsdichtheid was toen 52,9 inwoners per km².

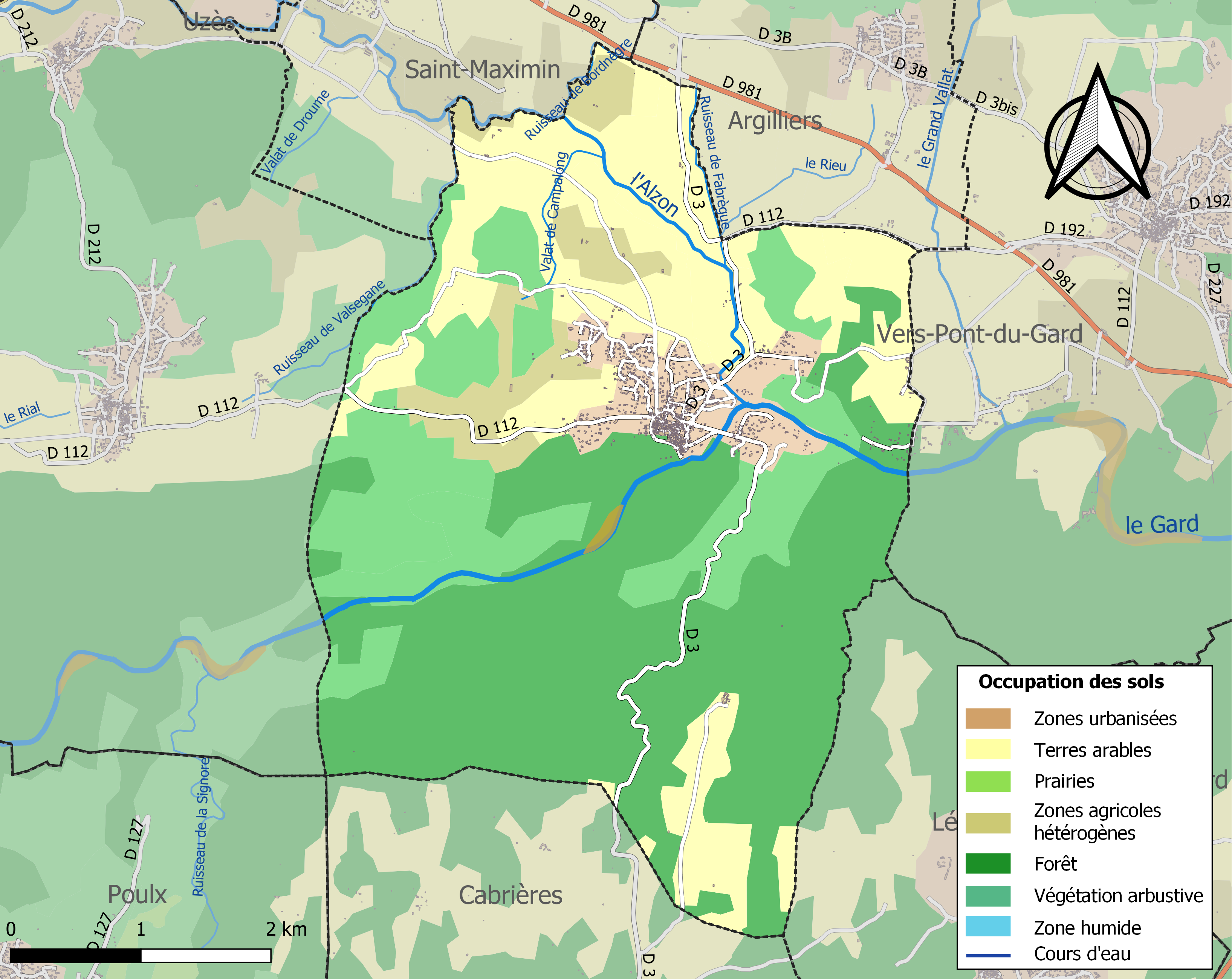
Kaart van de gemeente met belangrijkste infrastructuur, bodemgebruik en omliggende gemeenten

## Demografie
Onderstaande figuur toont het verloop van het inwonertal (bron: INSEE-tellingen).